# Pictures at an Exhibition (album)
Pictures at an Exhibition − album progresywnego brytyjskiego zespołu Emerson, Lake and Palmer wydany w roku 1971. 
Wersja pierwotna albumu zawiera utwory nagrane na żywo podczas koncertu, natomiast wersja zremasterowana, z roku 2001, została wzbogacona o ich wersje studyjne. Muzyka na płycie składa się z aranżacji utworów Modesta Musorgskiego pochodzących z miniatur z cyklu Obrazki z wystawy. Utwory zostały zarejestrowane podczas koncertu w ratuszu w Newcastle; pierwszy z nich zagrany został na organach Harrison & Harrison, które zostały w tym miejscu zainstalowane w roku 1928. 
W 1973 roku w kinach pojawił się teledysk przedstawiający występ artystów na żywo – można go również zobaczyć na płycie DVD z roku 2000, na której koncert uwieczniony został w systemie dolby surround.

## Okładka

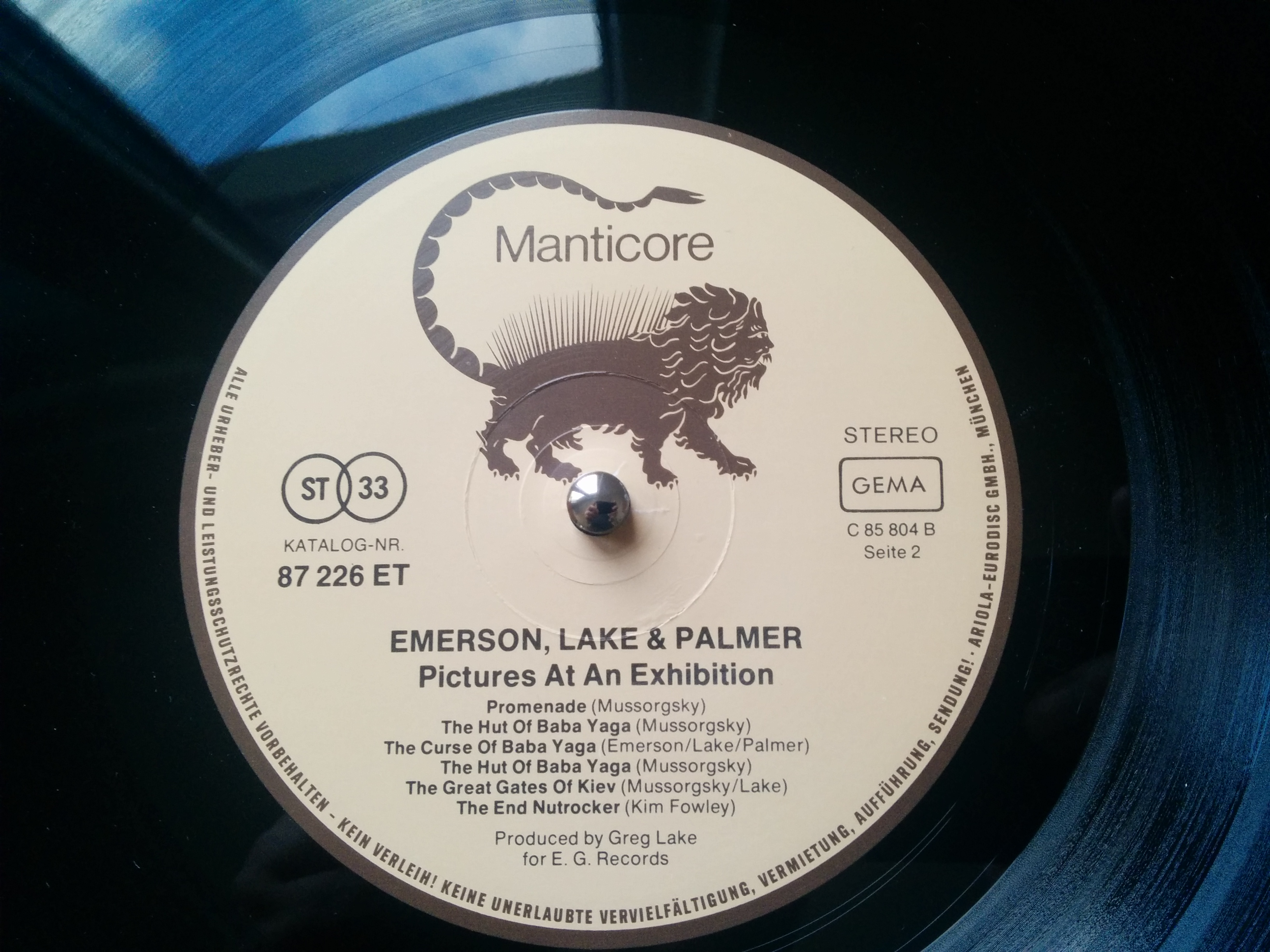
Etykieta niemieckiego wydania Pictures at an Exhibition

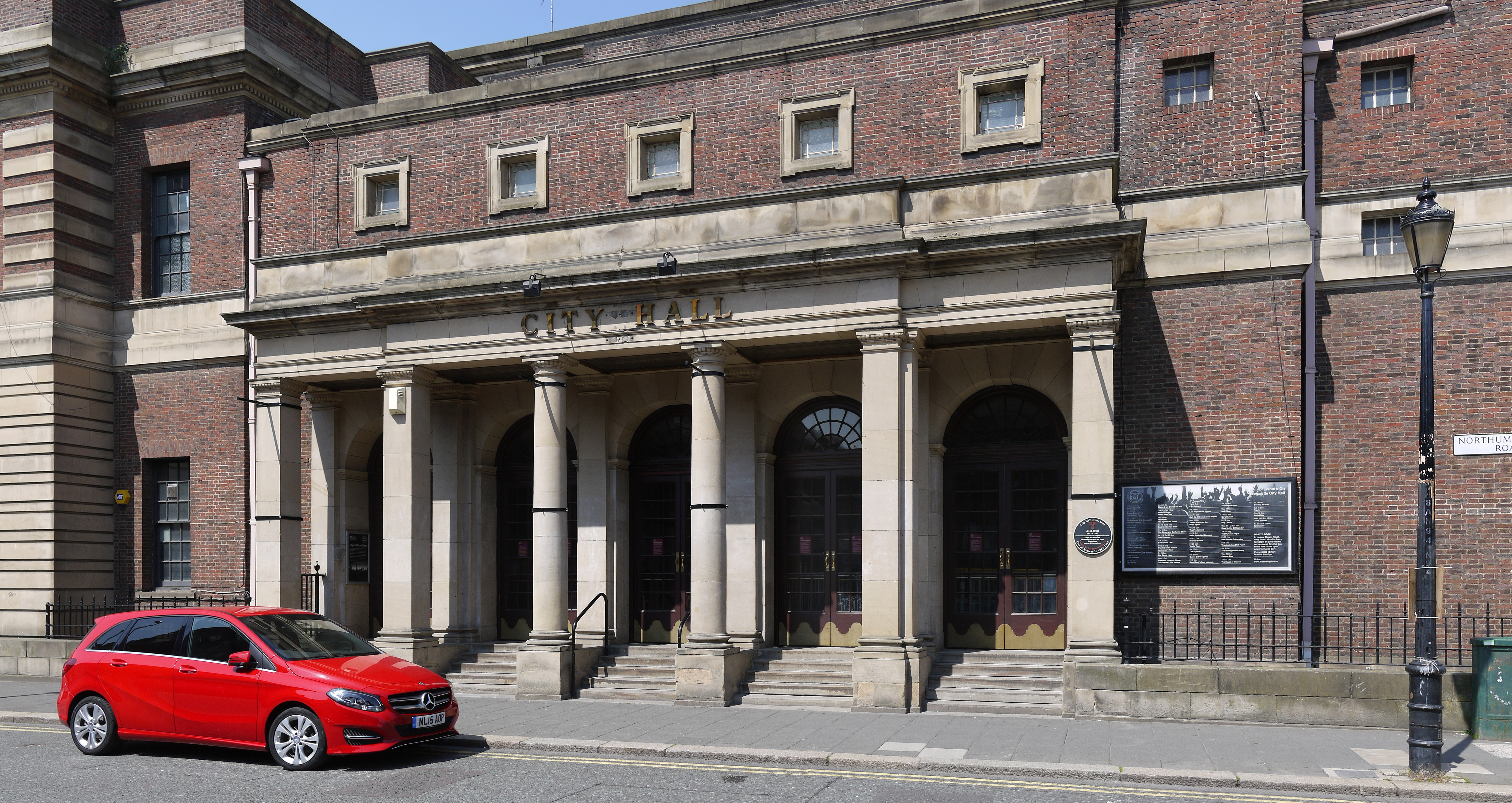
Newcastle City Hall, miejsce nagrania na żywo

Oryginalna okładka była rozkładana i przedstawiała puste ramy obrazów podpisane nazwami utworów. Na wewnętrznej stronie okładki te same ramy były już wypełnione obrazami, aczkolwiek jedna z nich, podpisana "Promenade", pozostała pusta. Niektóre wersje okładek przedstawiają jedynie "odkryte" obrazy.

## Lista utworów
| 1.  | "Promenade" (Emerson, Musorgski)                    | 1:58  |
|     |                                                     |       |
| 2.  | "The Gnome" (Musorgski, Palmer)                     | 4:18  |
|     |                                                     |       |
| 3.  | "Promenade" (Lake, Musorgski)                       | 1:23  |
|     |                                                     |       |
| 4.  | "The Sage" (Lake)                                   | 4:42  |
|     |                                                     |       |
| 5.  | "The Old Castle" (Emerson, Musorgski)               | 2:33  |
|     |                                                     |       |
| 6.  | "Blues Variation" (Emerson, Lake, Palmer)           | 4:22  |
|     |                                                     |       |
| 7.  | "Promenade" (Musorgski)                             | 1:29  |
|     |                                                     |       |
| 8.  | "The Hut of Baba Yaga" (Musorgski)                  | 1:12  |
|     |                                                     |       |
| 9.  | "The Curse of Baba Yaga" (Emerson, Lake, Palmer)    | 4:10  |
|     |                                                     |       |
| 10. | "The Hut of Baba Yaga" (Musorgski)                  | 1:06  |
|     |                                                     |       |
| 11. | "The Great Gates of Kiev/The End" (Lake, Musorgski) | 6:37  |
|     |                                                     |       |
| 12. | "Nutrocker" (Czajkowski, Fowley)                    | 4:26  |
|     |                                                     |       |
|     |                                                     | 38:16 |
|     |                                                     |       |

### Dodatkowe utwory
"Pictures at an Exhibition" [wersje studyjne] – 15:28
1. 1. "Promenade"
  2. "The Gnome"
  3. "Promenade"
  4. "The Sage"
  5. "The Hut of Baba Yaga"
  6. "The Great Gates of Kiev"

## Twórcy
- Keith Emerson - organy, organy Hammonda C3 i L100, syntezator modułowy Moog, ribbon controller, clavinet
- Greg Lake - gitara basowa, gitara akustyczna, wokal
- Carl Palmer - perkusja, bębny

### Produkcja
- Producent: Greg Lake
- Inżynier dźwięku: Eddie Offord
- Remastering: Joseph M. Palmaccio
- Aranżacje: Keith Emerson, Greg Lake
- Okładka: William Neal
- Projekt okładki: William Neal
- Grafika: William Neal
- Zdjęcia: Nigel Marlow, Keith Morris
- Sowa: Greg Lake, Richard Fraser

## Single
- „Nutrocker” / „The Great Gates of Kiev”